# Южный пакгауз Биржи
Южный пакгауз Биржи — памятник архитектуры. Расположен в Санкт-Петербурге, современный адрес дома — Биржевая площадь, 2 / Университетская набережная, 1 / Таможенный переулок, 3 / Биржевой проезд, 4. Здание расположено на набережной Большой Невы сбоку от здания Биржи.
Постройка северного и южного пакгауза завершила оформление Биржевой и Коллежской площадей. Сама идея расположения и конфигурации была заложена в проект плана стрелки Васильевского острова, который в 1804 году разработал А. Д. Захаров (по другим данным, проект Биржевой площади с пакгаузами по сторонам от Биржи разработал в 1800-х годах Ж. Ф. Тома де Томон, вероятно, к финальному проекту был причастен К. Росси). Проект был утверждён 12 августа 1825 года.
Южный пакгауз построен на месте снесённого в середине 1820-х годов бывшего дворца Прасковьи Фёдоровны. Это было двухэтажное здание на высоком подвале в стиле петровского барокко. Строительство было начато в 1720 году, в 1725 году недостроенное здание было передано Академии наук, которая разместила в нём книжную лавку, типографию (печатавшую научные труды и газету «Санкт-Петербургские ведомости»), токарню, мастерские, Географический департамент, рисовальный и гравировальный классы, «Большую залу для конференций», со второй половины XVIII века — барометрическую мастерскую мастера-оптика И. И. Беляева (в полуподвальном помещении).
Первые пакгаузы были построены на Стрелке в 1795—1797 годах по проекту Джакомо Кваренги в северной части Стрелки. Современное здание было построено после наводнения 1824 года, так как после него старые биржевые пакгаузы стало невозможно использовать для хранения товаров. Е. Ф. Канкрин, министр финансов, предложил Академии наук уступить здание «под снос» его министерству за приличную сумму и с условием постройки на месте сносимых задних флигелей во дворе Конференции нового здания для типографии, квартир чиновников, некоторых музейных коллекций и Готторпского глобуса.
Строительство шло в 1826—1832 годах под надзором И. Ф. Лукини (основная часть завершена к 1828 году, внутренние работы продолжались дольше). Оба пакгауза оформлены схоже, отличаются в плане. При строительстве были использованы части стен старого здания. Корпуса, выходящие на Биржевую площадь и набережные, были трёхэтажными, на Коллежскую площадь выходили двухэтажные корпуса. Главный фасад, обращённый к мысу, прост и строг, его архитектурное решение подчинено виду Биржи. Фасад, выходящий к Неве и на площадь, украшен в средней части лоджией (портиком) из двенадцати колонн большого дорического ордера, стоящих на рустованном цокольном этаже.
В южном пакгаузе разместили, помимо складов, «дом таможенных чинов» и экспозицию Первой русской промышленной выставки, открытой 15 мая 1829 года, причём «огромность и красивое величие сей залы производило удивительное впечатление». В выставке участвовало 326 заводов, ремесленных предприятий и фабрик, на ней выставлялось 4 000 экспонатов — машины и инструменты, оружие, экипажи, чугунное литьё, посуда, ткани, мебель, часы и ювелирные изделия. Зала была расширена в 1833 и 1839 годах за счёт других помещений, в 1839 году в ней демонстрировали первый русский паровоз «Пермяк». В 1895 году, когда выставка закрылась, здание передали Академии наук, и в 1901 году расположили Зоологический музей (в 1931 году на его базе был организован Зоологический институт АН СССР). В 1895—1897 годах и в 1910—1915 годах здание перестраивал Р. Р. Марфельд (по проекту Г. Д. Гримма), изменив первоначальный облик, особенно у северного фасада — первая перестройка касалась переобустройства под музей, при второй здание было надстроено третьим этажом (что разрушило объёмную симметрию площади). В конце XIX века во дворе был построен корпус для Горного департамента, куда в 1927 году перенесли архив Академии наук.
В 1840—1878 годах в Южном и Северном пакгаузах для всех желающих, внёсших годовую плату в три рубля, работала Рисовальная школа (Школа рисования Общества поощрения художников «на Бирже»). Среди преподавателей школы был И. Н. Крамской, среди учеников — В. И. Суриков, В. В. Верещагин, И. Е. Репин.